# Sacile
Sacile (friuli nyelven Sacîl, velenceiül Sathil) település Olaszországban, Friuli-Venezia Giulia régióban, Pordenone megyében. Lakosainak száma 19 864 fő (2023. január 1.). Sacile Brugnera, Caneva, Cordignano, Fontanafredda és Gaiarine községekkel határos.

## Népesség
A település lakossága az elmúlt években az alábbi módon változott:
| Lakosok száma | 19 853 | 19 905 | 19 864 |
|               | 2017   | 2018   | 2023   |